# Mária Hájková
Mária Hájková (Assakürt, 1920. január 18. – Pozsony, 1989. május 28.) szlovák színésznő.

## Pályafutása
1939-ben diplomázott a pozsonyi zeneakadémia ének- és dráma tagozatán. 1939-től az SNT-nek, illetve 1946–1979 között a pozsonyi új színpad színháznak volt a tagja. 1979-ben ment nyugdíjba.
Több filmes, televíziós és színpadi szerepet is eljátszott, de aktívan közreműködött rádiós munkákban is. A legismertebb karaktere 1941-ben a Női törvény című darabban volt, ahol Dora Kalinová szerepét kapta meg. Az 50-es és 60-as években sorra kapta színházi szerepeit A kaviár és lencse, Tea a szenátorral, a Szent Péter esernyőjében, illetve 1967-től a televízióban is gyakran feltűnt. Játszott az egyik legsikeresebb sci-fi gyerekfilmben a Csillagok küldötte című csehszlovák filmsorozatban is, ahol Karol nagymamáját alakította.